# Чиганак (Краснознаменское муниципальное образование)
Чиганак — село в Аркадакском районе, Саратовской области, России. Село входит в состав Краснознаменского муниципального образования.

## Происхождение названия
Существует казачья версия происхождения. Чига — субэтнос казаков, верховые казаки низовыми донцами назывались чигой. Чиганаки, Чиганак — традиционное название озёр, рек, ериков, проток и населенных пунктов у верхнедонских казаков. В верховьях Хопра находилось несколько казачьих станиц и городков, находящихся ныне в пределах Воронежской и Саратовской областей, отторгнутые у казаков и не входившие в Землю Донских казаков (а затем в Область Войска Донского по вхождению казачьих земель в состав России). Например, ниже по Хопру находится населенный пункт Большой Карай — ранее станица, основанная атаманом Чёрным.

## Население
| 2010 |
| ---- |
| 12   |